# Roger Öberg
Roger Sölve Harald Öberg, född 22 oktober 1964 i Själevads församling, Västernorrlands län, är en svensk ishockeydomare som dömt Elitserien. Han var aktiv under många år och tilldelades SICO:s guldpipa som erkännande för hans höga nivå.